# Бородавчатковые
Бородавчатковые (лат. Synanceiinae) — подсемейство морских лучепёрых рыб семейства скорпеновых отряда скорпенообразных. Раньше, а иногда и в настоящее время, рассматривается как отдельное семейство Synanceiidae.
Общая длина тела от около 10 см (Minous coccineus, Trachicephalus uranoscopus) до 60 см (Synanceia horrida). У бородавчатковых сравнительно большая голова и голое тело, за исключением расположенных вдоль боковой линии и на других частях тела погруженных чешуй, обычно покрытое кожными железами. Около оснований расположенных под кожей колючек спинного плавника имеются ядовитые железы, они выделяют нейротоксин, который является самым сильным и опасным из рыбьих ядов и может быть смертелен для людей. Особенно опасны эти рыбы своим сходством с лежащими на дне камнями, поскольку они обычно лежат отчасти погрузившись в грунт. Плавательного пузыря обычно нет.
Распространены в Индийском и Тихом океанах.

## Классификация
В подсемействе бородавчатковых 3 трибы с 8 родами и 36 видами:
- Триба Minoini
  - Minous (12 видов)
- Триба Choridactylini
  - Choridactylus (4 вида)
  - Inimicus (10 видов)
- Триба Synanceiini
  - Erosa (2 вида)
  - Leptosynanceia (1 вид)
  - Pseudosynanceia (1 вид)
  - Synanceia — Бородавчатки (5 видов)
  - Trachicephalus (1 вид)

## Фото

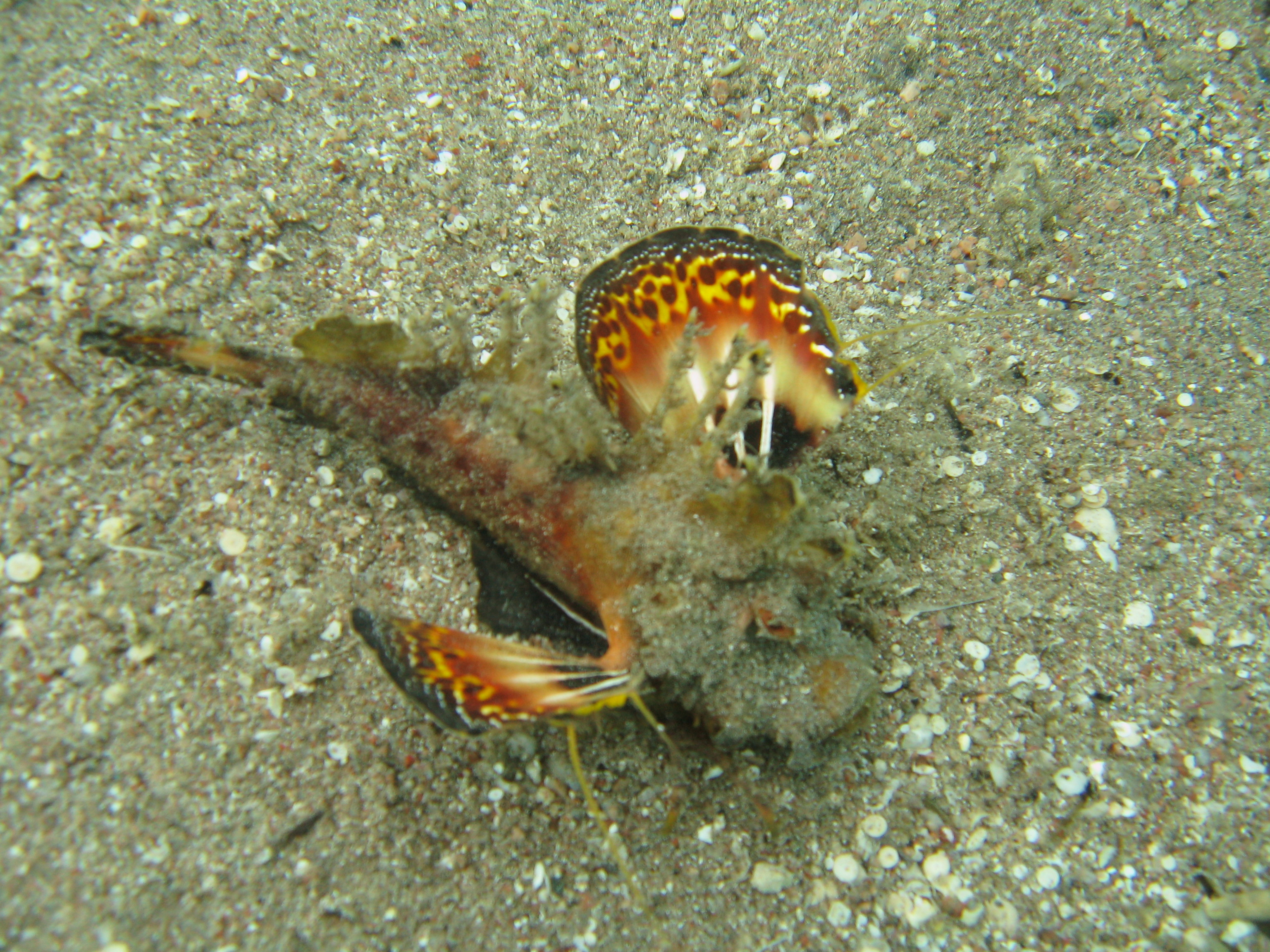
Inimicus filamentosus
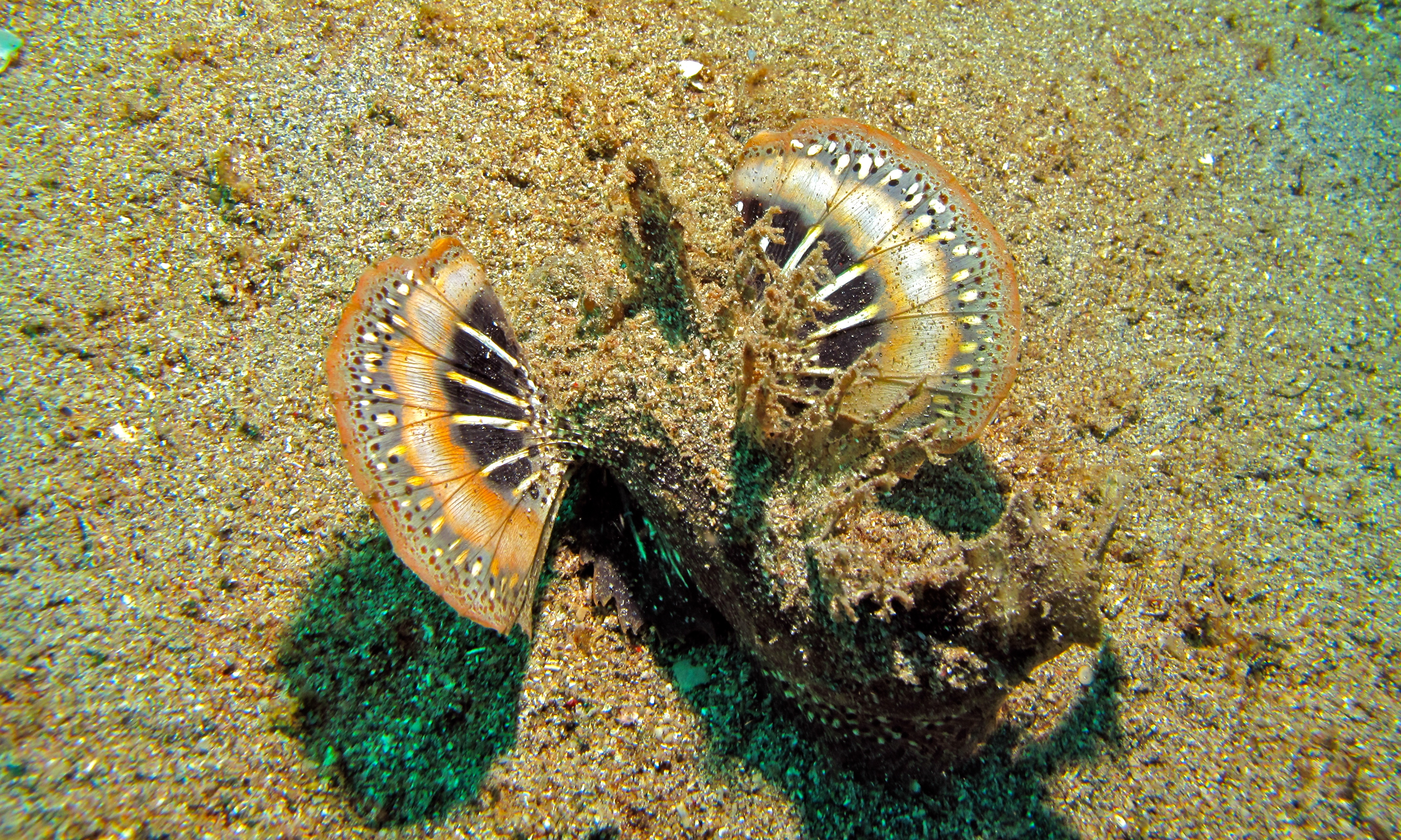
Inimicus didactylus
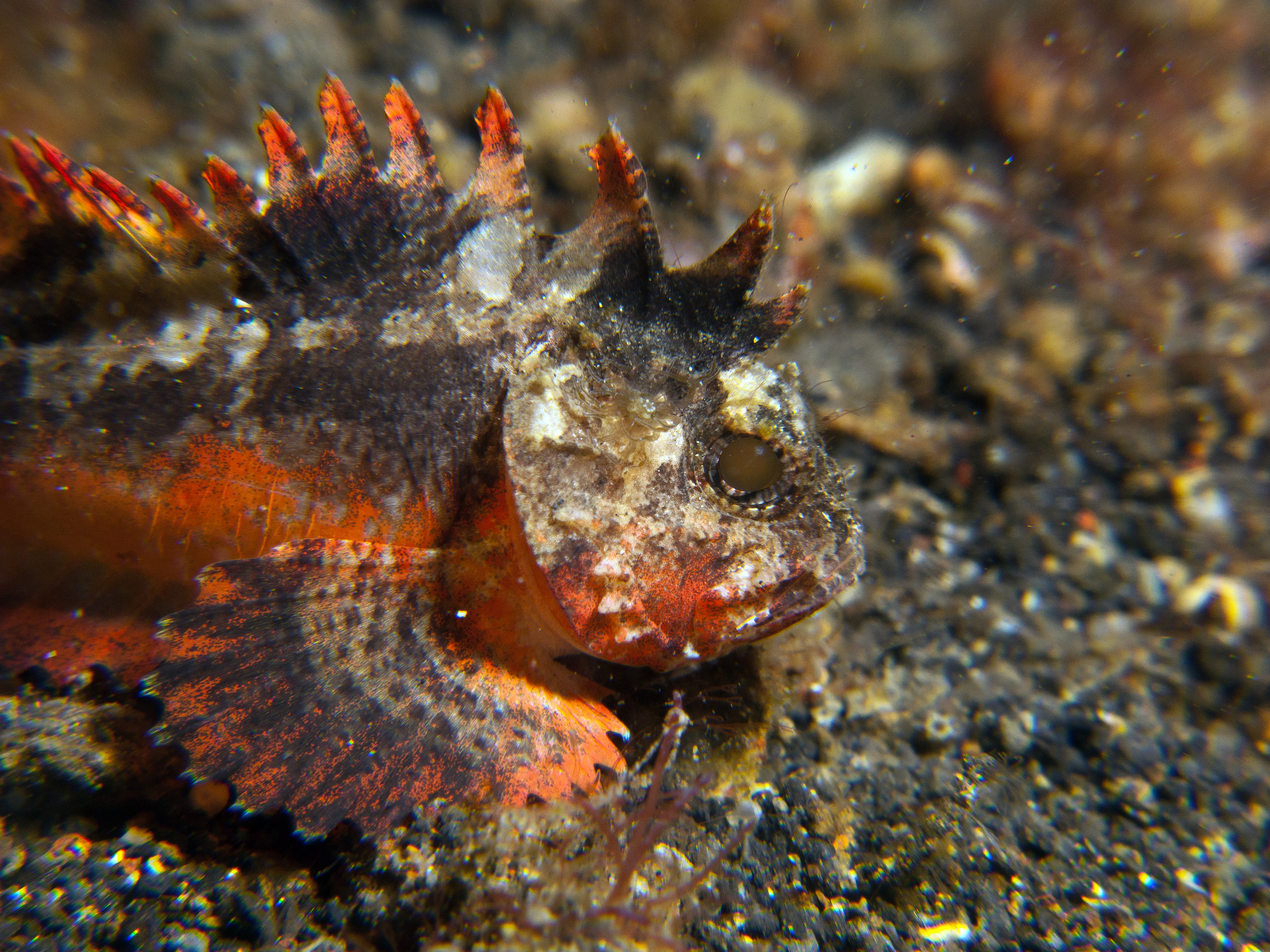
Minous pictus
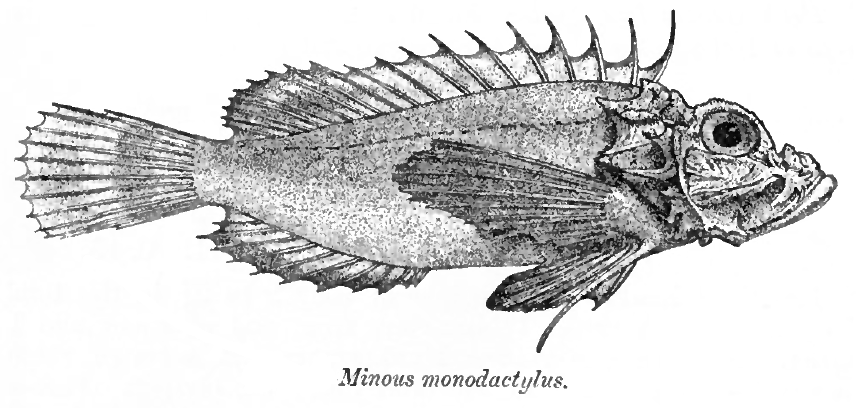
Minous monodactylus
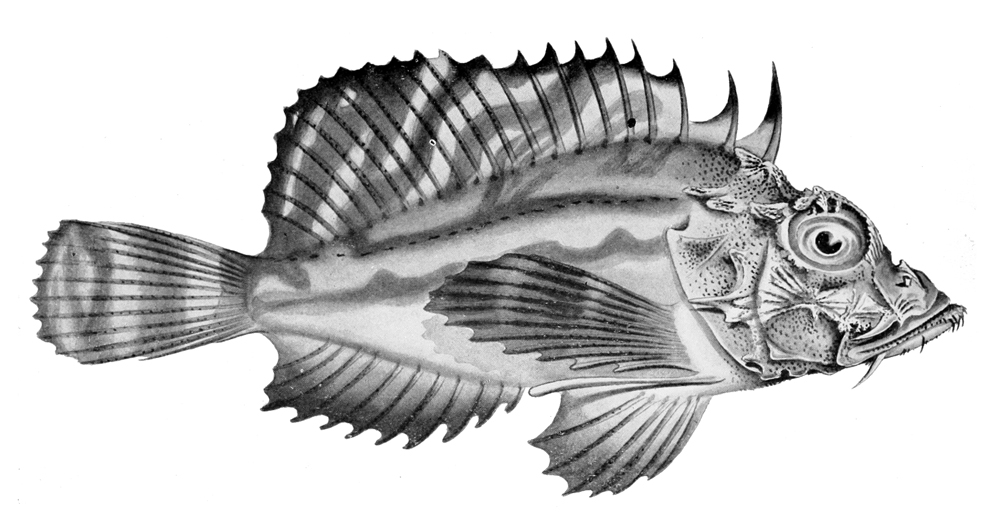
Minous versicolor
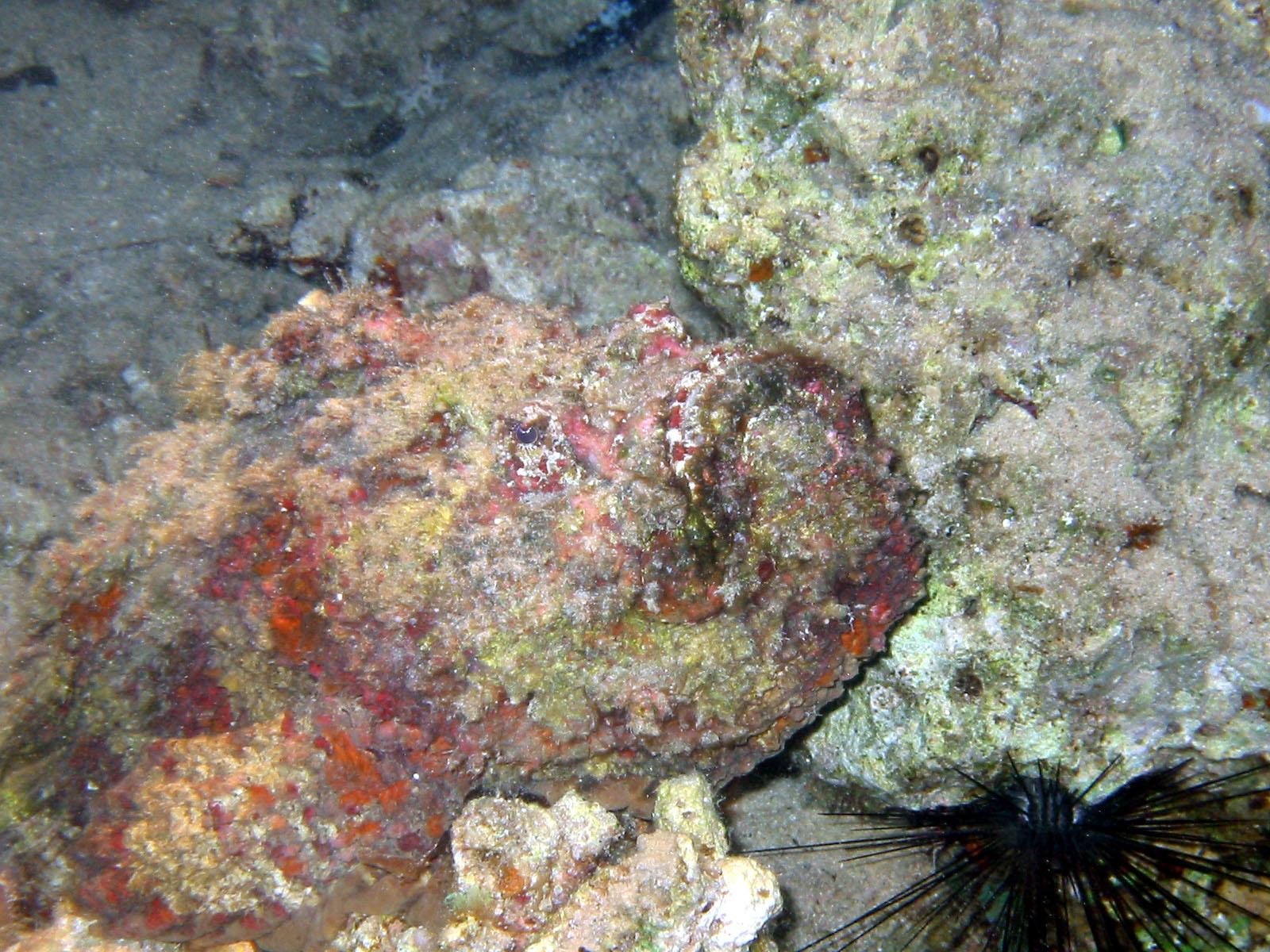
Synanceia nana
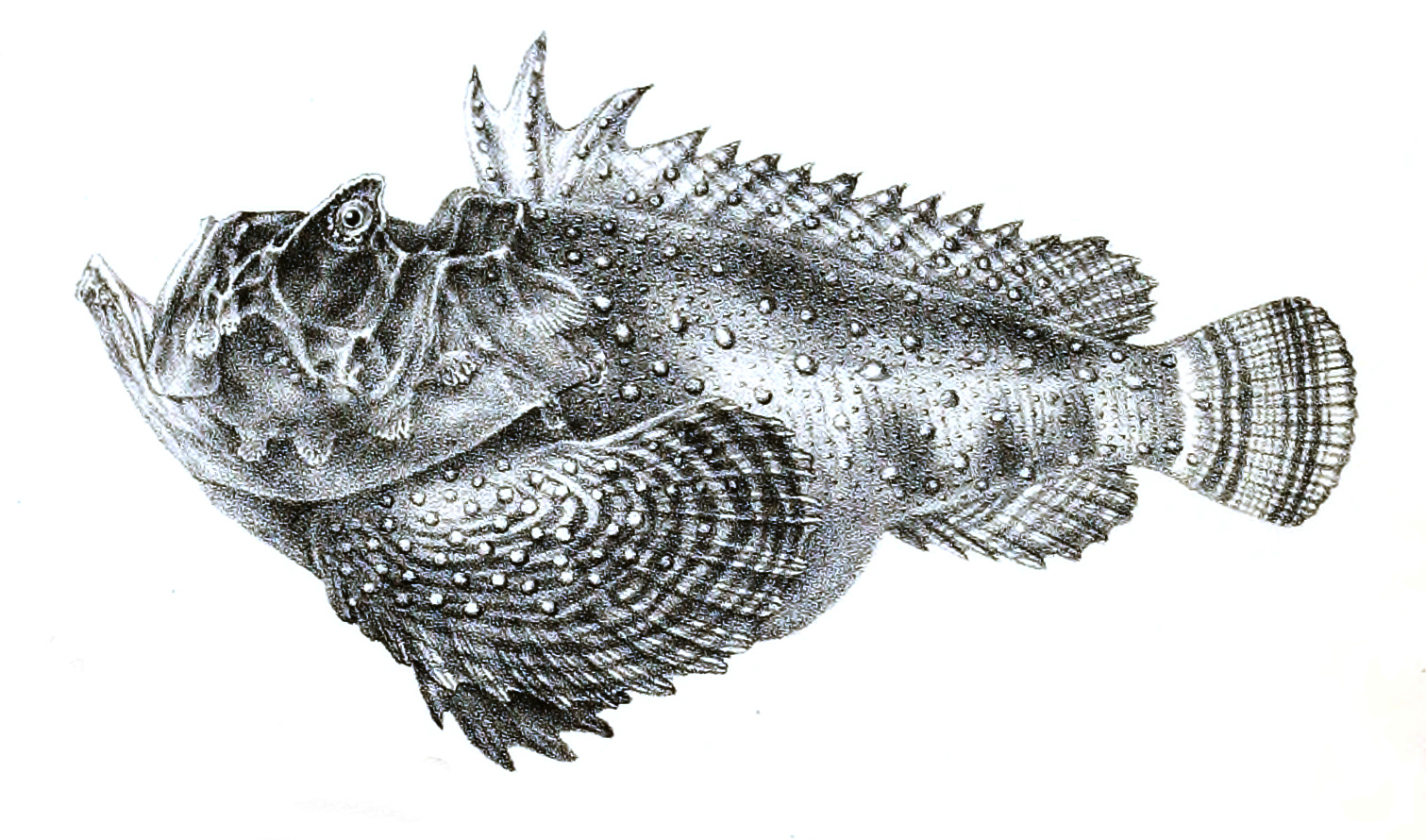
Synanceia horrida, самая крупная из бородавчатковых
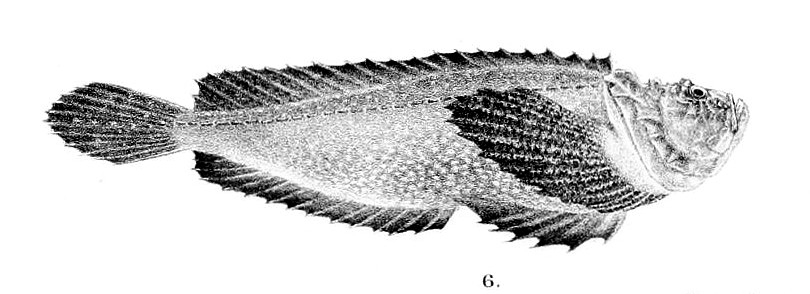
Trachicephalus uranoscopus
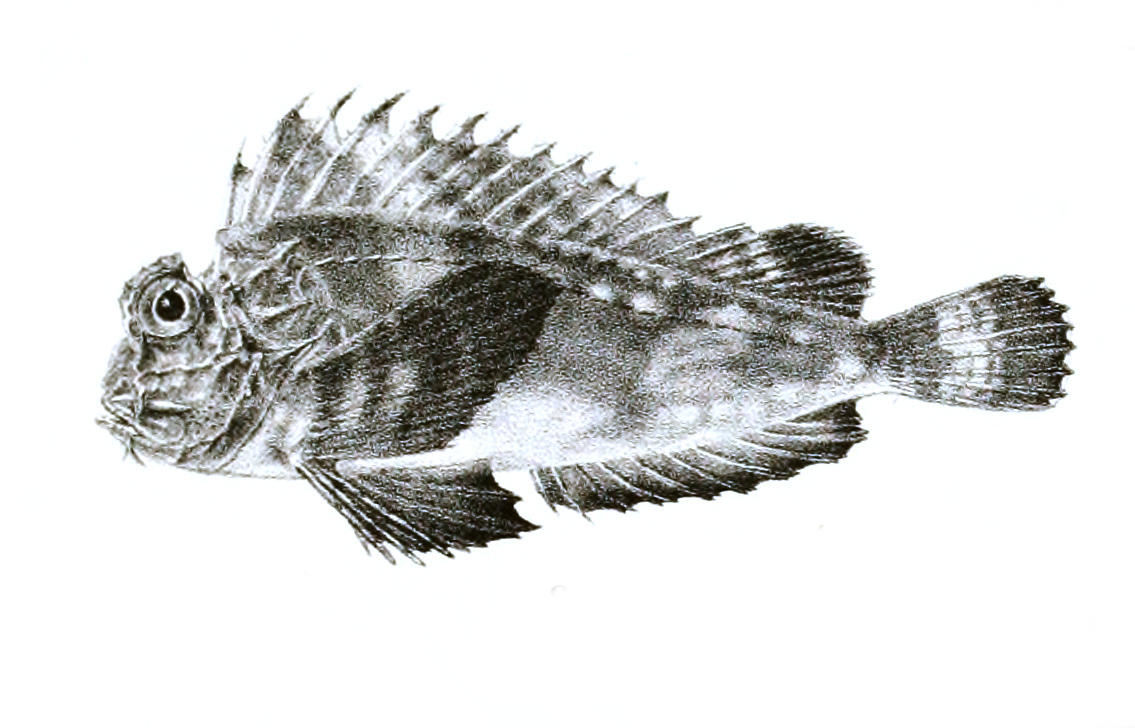
Choridactylus multibarbus
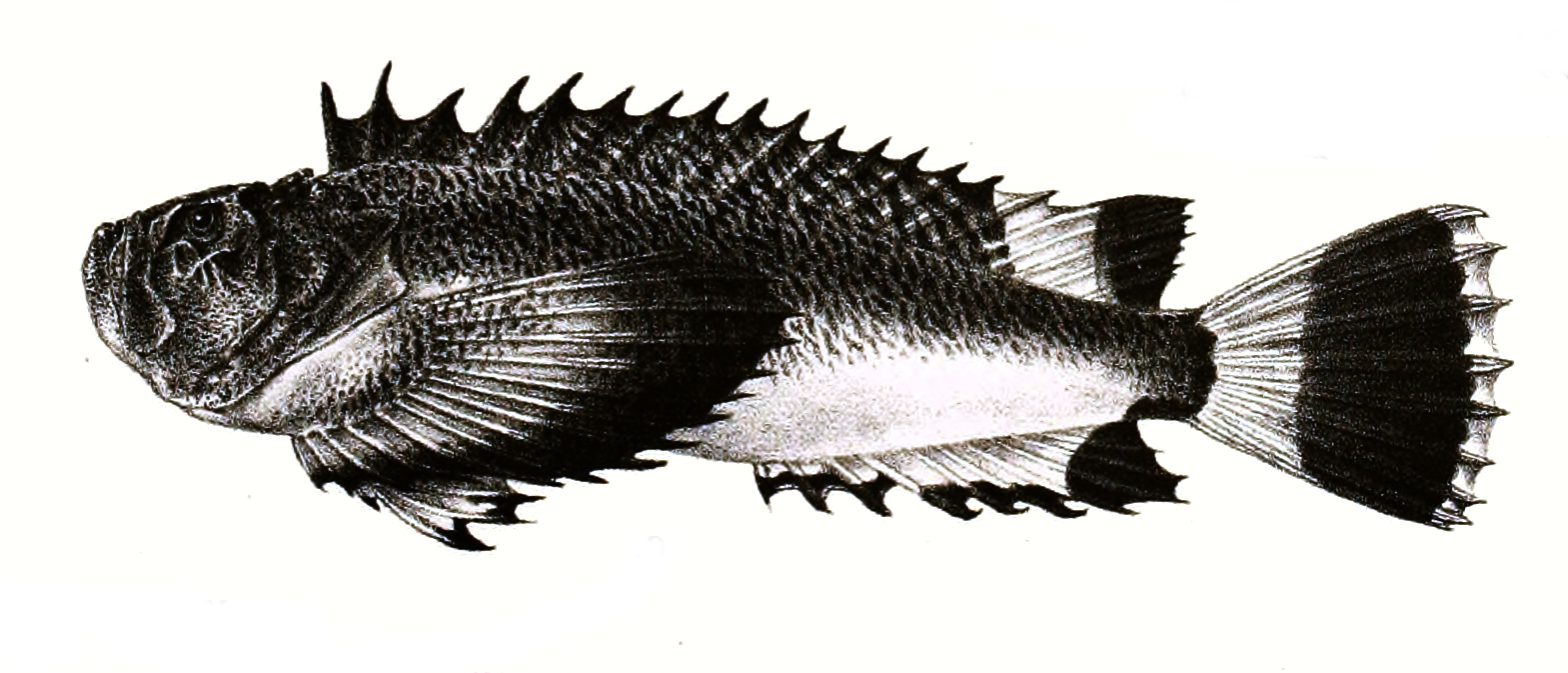
Pseudosynanceia melanostigma